# Масериола III (Казерта)
Масериола III је насеље у Италији у округу Казерта, региону Кампанија.
Према процени из 2011. у насељу је живело 57 становника. Насеље се налази на надморској висини од 63 м.